# محمد المرباطي
محمد المرباطي، موسيقي بحريني ولد سنة 1995 . بدأ شغفه بالموسيقى في سن مبكر شق طريقه نحو مجال التأليف الموسيقي على يد الفنان محمد حداد، تأثرت تجربته الموسيقية بمدارس عديدة من المؤلفين الموسيقيين منهم
راجح داوود، فيليب جلاس، مارسيل خليفة، خالد الشيخ، محمد حداد، لارس دانيلسون
قام بتأليف العديد من الموسيقى التصويرية للأفلام القصيرة والمسرحيات، وقام بتلحين العديد من القصائد لشعراء بحرينيين وعرب وكانت بدايته في التلحين مع المغنية هدى عبد الله.
أصدر ألبومه الأول «قصص الشتاء» في السادس من نيسان عام 2017 حاز الألبوم على الميدالية الذهبية في جائزة الموسيقى العالمية وحصل على أفضل ألبوم عن جائزة أكاديميا للموسيقى. شارك في العديد من المشروعات الثقافية التي تتقاطع فيها جميع أنواع الفنون. قدم ورش موسيقية في مركز سلمان الثقافي بالمنامة. عضو مؤسس في مجموعة «بيت الثقافة» التي تهتم بالشق الثقافي والفني

## ألبومات
- قصص الشتاء | 2017
- سيناريو (الجزء الأول) | 2020

## المؤلفات الموسيقية المنفردة
- Her Melody
- A Walk To Forget
- Quartet Of Salam
- Crowd
- Paradise
- Al Gantara
- Looking for Love
- Tomorrow
- It's Time to Leave
- illusion
- Ramadan
- Nostalgia
- Loneliness
- Before Sunset

## موسيقى تصويرية

### الأفلام
- فيلم «راشد» للمخرج جان البلوشي | 2015
- فيلم «المحرمات القانونية» للمخرج جان البلوشي | 2016
- فيلم «عشق» للمخرج محمد سديف | 2016
- فيلم «زراب» للمخرج جان البلوشي | 2017
- فيلم «الدائرة الحمراء» للمخرجة زينب مرضي | 2017
- فيلم «الإبرة» للمخرج صادق القادر | 2017
- فيلم "Trail of Lights " للمخرجة عبير عبد الله | 2017
- فيلم «جلباب» للمخرج جان البلوشي | 2020
- فيلم «خط أبيض» للمخرج علي السبع | 2020
- فيلم "In my Shoes" للمخرج لؤي التتان | 2020

### المسرح
- مسرحية «إلى أين» للمخرج حسن عبد الرحيم | 2016
- مسرحية «شكسبيريات» للمخرج إبراهيم خلفان | 2017
- مسرحية «امرأة في الظلام» للمخرج حسين عبد علي | 2019
- مسرحية «القادم» للمخرج إبراهيم خلفان | 2020

### الإعلانات
- ألبوم «أتنفس» مع عمر فاروق | 2018
- فواصل موسيقية لــ Backlight Production BH
- إعلان تلفزيوني لمؤسسة التنظيم العقاري مع المخرج جان البلوشي | 2018
- إعلان تلفزيوني لجمعية الإصلاح الخيرية | 2019
- موسيقى لمهرجان ستريت للمأكولات | 2020
- إعلان تلفزيوني للمصرف الخليجي مع 24F Production
- إعلان تلفزيوني لشركة بابكو البحرين مع الفنان حسن القناص | 2020

## مشاريع فنية
- موسيقى «عصافير النافذة الأخيرة» | 2015
- موسيقى «خلق» | 2016
- كولاج «من أجل السلام» | 2016
- «المضارع المستمر» مع المعمارية ميسم الناصر | 2017
- «الزاوية التراثية» للمخرج علي السبع | 2017
- مشروع «أشياء من العزلة» | 2017
- Tributes
- مشروع «هو» لابتهال الأنصاري | 2018
- مشروع «يا سيد» | 2018
- مشروع «نداء» | 2019
- ألبوم «أوديسي» لمنصة مسار | 2020
- «نحيب الموج» نحية إلى سلمان زيمان | 2020
- مشروع «الوضع الآن» | 2021

- عيناكِ (مطلع الحرية) | شعر: زاهي وهبي | موسيقى وغناء: محمد المرباطي | 2017
- غريبان | شعر: زكي الصدير | موسيقى وغناء: محمد المرباطي | 2018
- خلّج هناك | شعر: إبراهيم الأنصاري | موسيقى وغناء: محمد المرباطي | 2018
- امتدادِ خُطاكِ | شعر: فاضل الجابر | موسيقى وغناء: محمد المرباطي | 2018
- لا تنسَ | شعر: زاهي وهبي | موسيقى وغناء: محمد المرباطي | 2018
- يا نسيم الريح | شعر: الحلّاج | موسيقى وغناء: محمد المرباطي | 2019
- لا يهم | كلمات: طلال شتوي | موسيقى وغناء: محمد المرباطي | 2019
- رقصة أخيرة | كلمات: محمد النبهان | موسيقى وغناء: محمد المرباطي | 2020
- بيروت | شعر: زاهي وهبي | موسيقى وغناء: محمد المرباطي | 2020
- امتنان | كلمات: د. خليفة بن عربي | موسيقى وغناء: محمد المرباطي | 2021

## ألحان وتوزيع موسيقي
- يا وطن | كلمات: عبد اللطيف الكوهجي | ألحان وتوزيع: محمد المرباطي | غناء: المجموعة | 2016
- أشواق القلب | كلمات: علي العطاوي | ألحان وتوزيع: محمد المرباطي | غناء: علي العطاوي | هندسة صوت: نادر أميرالدين | 2016
- حبيبي يطل | كلمات: وطن | ألحان وتوزيع: محمد المرباطي | غناء: هدى عبد الله | هندسة صوت: أحمد كمال | 2017
- فكّر | كلمات: جاسم بن حربان | ألحان وتوزيع: محمد المرباطي | غناء: هدى عبد الله | هندسة صوت: عارف عامر | 2018
- انسى | كلمات: محمد المرباطي | ألحان وتوزيع: محمد المرباطي | غناء: نور البصري | هندسة صوت: محمد المرباطي | 2019
- انته منته | كلمات: جاسم بن حربان | ألحان وتوزيع: محمد المرباطي | غناء: هدى عبد الله | هندسة صوت: عبد الله جمال | 2021

## الجوائز
- الميدالية الذهبية في جائزة الموسيقى العالمية Global Music Award عن ألبوم «قصص الشتاء» 2017
- جائزة أفضل ألبوم في Akademia Music Awards عن ألبوم «قصص الشتاء» 2017
- حصول مشروع «الوضع الآن» الموسيقي البصري على المركز الثاني ضمن مسابقة مشاريع التخرج بتخصص (الإعلام الرقمي) في جامعة البحرين 2021⠀ ⠀

## أمسيات موسيقية
- ديوان «عصافير النافذة الأخيرة» للشاعرة ملاك لطيف | 2015
- أمسية «خلق» بالتعاون مع الفنان حسين عبد علي والشاعرة ملاك لطيف | 2016
- كولاج «من أجل السلام» | 2016
- أمسية «في حضرة ماركيز» مع الفنان وسام الخزاعي | 2017
- أمسية «ثلاثون بحراً للغرق» | 2018
- أمسية «اليوم العالمي لمولد نيلسون مانديلا» مع الفنان حسن حداد | 2018
- أمسية «الليلة البيضاء» للمعهد الفرنسي | 2018
- أمسية «قميصٌ يُغرق البحر» للشاعرة فاطمة محسن | 2020

## وصلات خارجية
- محمد المرباطي على موقع أرشيف الشارخ.

- YouTube
- SoundCloud
- BandCamp
- Anghami
- Mideastunes
- Itunes
- CD Baby
- Instagram
- Twitter